# Randy Rhoads
Randall William “Randy” Rhoads (Santa Mónica, California; 6 de diciembre de 1956 - Leesburg, Florida; 19 de marzo de 1982) fue un guitarrista estadounidense de música hard rock y heavy metal. Es conocido por ser miembro fundador de la banda Quiet Riot, y como guitarrista de Ozzy Osbourne a inicios de la década de 1980.
En 2003 la revista Rolling Stone lo situó en la 36.ª posición en su lista de los 100 guitarristas más grandes de todos los tiempos. Los solos de los temas Crazy Train y Mr. Crowley se ubican en las posiciones 9.ª y 28.ª en la lista de los "100 mejores solos de guitarra de la historia" elaborada por la revista Guitar World. Es considerado uno de los mejores guitarristas de la historia y uno de los tres mayores aportadores en la creación del subgénero conocido como metal neoclásico. También es citado como uno de los grandes exponentes de la técnica shredding de la guitarra eléctrica durante la década de 1980 así como innovador y perfeccionador de muchas técnicas de guitarra y sonidos.

## Biografía

### Infancia y adolescencia
Randy Rhoads nació el 6 de diciembre de 1956, en el hospital St. John en Santa Mónica. Desde niño siempre estuvo envuelto por un ambiente musical por parte de sus padres. Su madre, Delores Violet Kell, era trompetista y maestra de música en la escuela Musonia School Of Music al norte de Hollywood, escuela que ella misma fundó. Su padre, William “Bill” Rhoads Jr., también fue profesor de música. Randy fue el más pequeño de 3 hermanos (Doug conocido como Kelle Rhoads, y Kathy Rhoads).
Randy comenzó a tocar la guitarra a los seis años y medio en Musonia School Of Music, la cual pertenecía a su madre, con el instructor Scott Shelly. Su primera guitarra fue una Gibson acústica modelo army navy que había pertenecido a su abuelo. A partir de ese momento, Randy comenzó a practicar constantemente y a llevar su guitarra a prácticamente todos los sitios, hasta tal punto que Shelly pronto se acercó a Delores informándole que ya no podía enseñarle nada más, pues ahora Randy le estaba enseñando a él.[cita requerida]
En su adolescencia, Rhoads se comenzó a interesar por el hard rock y a escuchar bandas como Mountain y Led Zeppelin, cambiando su gusto musical y siendo influenciado por diferentes guitarristas, los cuales formaron su particular forma de tocar.

### Quiet Riot
Rhoads formó su primera banda, Violet Fox, a los 14 años. No duró mucho, y a los 16 enseñó a su amigo Kelly Garni a tocar el bajo, y juntos fundaron la banda Quiet Riot junto al baterista Drew Forsyth.

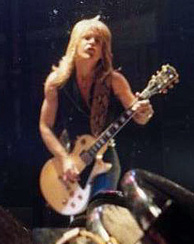
Rhoads tocando su Gibson Les Paul en 1980.

En 1975, Randy recibe como regalo una guitarra Gibson Les Paul de 1974 de parte de su representante, Dennis Wageman. Fue la primera vez que Rhoads tenía una guitarra de gama alta. En muchas ocasiones Randy incorrectamente decía tener una Gibson de 1963, pero un amigo suyo (John Thomas), quien era experto en guitarras, le corrigió este dato.
Junto con Van Halen, Quiet Riot se convirtió en una gran atracción en el circuito de clubs de Los Ángeles a pesar de que el new wave y el punk rock fueron los estilos musicales más dominantes durante esa época. Si bien no consiguieron contrato en su propio país, un sello japonés se interesó por ellos y editó sus primeros dos álbumes en 1978 (el disco homónimo Quiet Riot y Quiet Riot II).

### Ozzy Osbourne
En 1979, el excantante de Black Sabbath, Ozzy Osbourne, buscaba comenzar su carrera solista y la discográfica con la que trabajaba estaba en busca de una agrupación para que le acompañara. El bajista Dana Strum informó sobre esto a Randy y le sugirió audicionar, pero este se mostró reacio, ya que nunca le había gustado Black Sabbath y la imagen «oscura» del grupo, por lo que audicionar para Ozzy Osbourne no era algo que le motivara demasiado. Aunque Strum insistió, fue su madre Delores la que le convenció para que asistiera, algo que hizo con bastante desgana.[cita requerida]
El día que Rhandy decide audicionar (a finales de 1979), Ozzy por su parte estaba cansado de probar guitarristas y planeaba regresar a Inglaterra, pero decide esperar hasta las 2 de la mañana, persuadido por Dana Strum para probar a Randy.[cita requerida] Ozzy solo necesitó oír unos breves momentos y lo aceptó directamente.

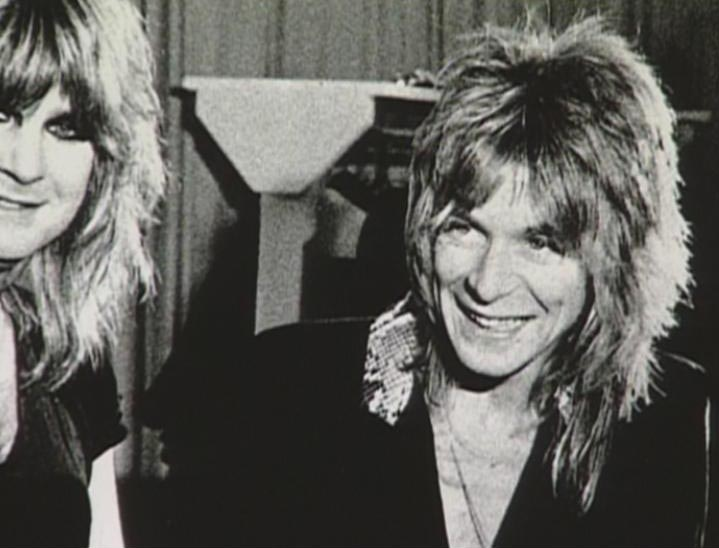
Rhoads recibiendo el premio a “Mejor nuevo talento” por parte de la revista Guitar Player en 1981.

Junto al bajista Bob Daisley y el baterista Lee Kerslake grabaron el primer disco, Blizzard of Ozz. El mismo tuvo dos sencillos: Mr. Crowley (letra en cuestión está basada en Aleister Crowley) y Crazy Train. Poco después le siguió el álbum Diary of a Madman que fue un gran éxito en ventas. Durante sus años con Osbourne, Rhoads comenzó a ganar fama como guitarrista dada su gran habilidad con el instrumento, siendo visto como talento emergente en el mundo del rock y el heavy metal. Rhoads también recibía gran aprecio por parte de Ozzy Osbourne, ya que al tener una formación musical más completa que Osbourne, apoyaba mucho a Ozzy en cuestiones de composición. El mismo Osbourne decía que tenía mucha paciencia para explicarle temas de armonía y melodía, y la expericia de trabajar con él fue mucho mejor que durante sus años en Black Sabbath.
En esta época, Randy Rhoads había comentado a Ozzy que tenía planes de dejar la banda durante unos años para concentrarse en obtener el título en guitarra clásica.[cita requerida]

### Muerte

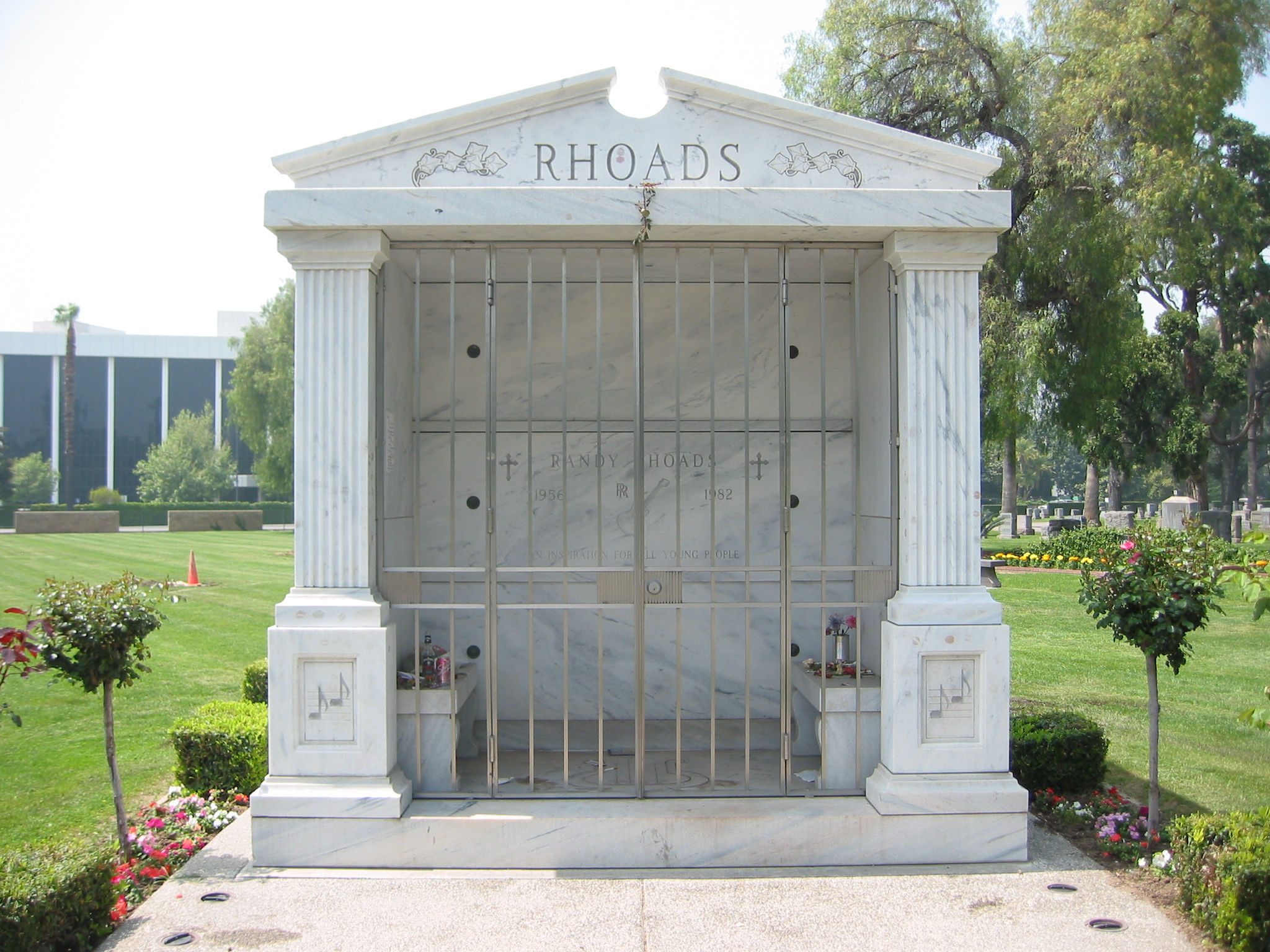
Tumba de Randy Rhoads.

Rhoads tocó su último concierto el jueves 18 de marzo de 1982 en el Knoxville Civic Coliseum. 
Al día siguiente, la banda se dirigía a un festival en Orlando, Florida. Osbourne recuerda su última conversación con Rhoads esa noche en el autobús. Hablaban sobre el excesivo consumo de alcohol de Ozzy. La última cosa que Rhoads le dijo esa noche fue, según Osbourne: «Si sigues así, tú mismo acabarás con tu vida, ¿sabes? Uno de estos días».
Después de conducir la mayor parte de la noche, se detuvieron en un área de descanso dotada con un aeropuerto. Una vez allí, Andrew Aycock, conductor del autobús de la banda, decidió llevar a Randy y a una maquilladora de la banda, Rachel Youngblood, a dar un paseo en la aeronave, ya que Andrew contaba con una vieja licencia de avionetas caducada.
Estos sobrevolaron una y otra vez el autobús de la banda, hasta que una de sus alas lo golpeó. El toque con el ala causó una desviación de la aeronave hacia una casa que había en el área de descanso, la cual se incendió e hizo perder la vida a los tres ocupantes de la aeronave, entre ellos Randy.
No hubo víctimas en la casa, pero los tres pasajeros de la avioneta murieron en el accidente. La autopsia y la investigación posterior revelaron que Aycock tenía un permiso de vuelo vencido y que había consumido cocaína recientemente. No se encontraron evidencias de que Randy Rhoads hubiese consumido esas u otras sustancias ilícitas, solo restos de nicotina en su cuerpo.
Bob Daisley y Lee Kerslake, que habían grabado Blizzard of Ozz y Diary of a Madman con Rhoads y habían sido despedidos recientemente de la banda de Osbourne, estaban juntos en Houston, Texas, con Uriah Heep cuando escucharon la noticia del accidente. Kerslake recuerda "Yo estaba sentado en el bar cuando Bob Daisley entró y contó lo que pasó. Estábamos devastados porque nosotros amábamos a Randy. Él era un chico tan encantador".

Uno de los momentos más terribles de mi vida, no pasa un solo día sin que yo piense en él, aún hablo con Randy en mi cabeza, juntos hicimos la historia eterna y la vida inmortal.
Ozzy Osbourne.

En 1987, cinco años después, Ozzy editó el disco Tribute ("Tributo"), un doble álbum en vivo con Randy Rhoads grabado en el Music Hall de Cleveland el 11 de mayo de 1981.
La cuestión sobre si la muerte de Randy Rhoads fue realmente un accidente ha sido materia de especulación. Esto se debe a que el conductor de la avioneta, Andrew Aycock, se encontraba pasando por una traumática separación con su esposa de entonces, y esta se hallaba a muy escasa distancia del autobús contra el que se estrelló la aeronave. También se ha afirmado que Aycock se había ofrecido a llevar a su esposa a casa junto a la caravana de la banda, lo cual provocaría sospechas, ya que Aycock y su mujer estaban pasando por la mencionada dura separación. Algunas fuentes indican que en realidad Aycock intentaba embestir con su avioneta el autobús donde viajaba su expareja, pero este falló y así impactó un ala contra el vehículo, perdiendo el control de la aeronave y estrellándola fatalmente.

## Equipos

### Guitarras
- 1974 Gibson Les Paul Custom Ivory
- Gibson Les Paul Custom Black Beauty
- Karl Sandoval Polka Dot Flying V
- Jackson Custom Randy Rhoads White w/tremolo bar
- Jackson Custom Randy Rhoads Black Strings Thru Body
- Guild acústica de 12 cuerdas
- Fender Stratocaster 60s
- Gibson Firebird eléctrica de 12 cuerdas
- Martin acústicas de 6 y 12 cuerdas
- Dean Hardtail de 6 cuerdas
- Jeronimo Peña classical guitar built in Marmolejo (Spain)

### Amplificadores
- Marshall vintage Super Lead Plexi 100w amp heads (2)
- Marshall 4x12 White cabinets with Altec Lansing speakers (2)
- Marshall 4kers
- Peavey standard 130 watt amp
- Fender Harvard 1x12 amp

### Efectos
- Roland FV-300H Volume Pedal o Roland FV-100 Volume
- VOX 847 Wah Wah pedal o VOX 846 Wah Wah pedal
- MXR Distortion plus pedal
- MXR 10 band graphic equalizer
- MXR Stereo flanger
- MXR Stereo chorus
- MXR Analog delay o Yamaha Analog delay
- Roland Space echo unit o Korg Space echo unit
- Maestro Phase Shifter

## Reconocimientos
- Mejor Nuevo Talento - Revista Guitar Player (1981).[5]

## Legado e influencia

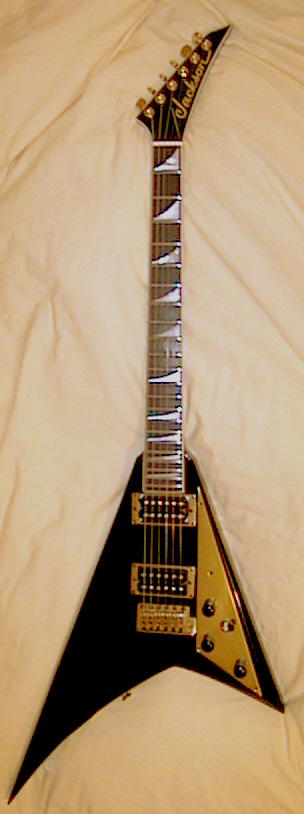
Jackson Randy Rhoads #3 Prototipo

Muchos de las grandes figuras de la música lo citan como el mejor guitarrista de la historia tales como Lemmy Kilmister de Motörhead, Sebastian Bach de Skid Row, Vinnie Vincent ex Kiss, Marty Friedman de Megadeth y Steve Vai, así como productores y demás personas del ambiente musical. Varios críticos de música lo consideran el rey de los solos de guitarra eléctrica, y el solo de Mr. Crowley está posicionado como el mejor de los solos de guitarra según la revista Time Rock, superando a Eruption de Eddie Van Halen y Highway Star de Ritchie Blackmore. Además está posicionado en el puesto número 2 de la lista "Los mejores guitarristas que tienes que escuchar antes de morir" según la misma Time Rock, superando a Jimmy Page de Led Zeppelin y Tony Iommi de Black Sabbath.
Randy fue uno de los primeros guitarristas de Heavy Metal en incorporar la música clásica en su forma de tocar, al igual que otros pioneros en ese estilo como Blackmore.

### Homenajes
En 1987, cinco años después de la muerte de Rhoads, Osbourne lanzó Tribute, el único álbum oficial con Osbourne y Rhoads juntos en concierto. La mayor parte del álbum es una actuación en directo desde Cleveland, Ohio. Las canciones "Goodbye to Romance" y "No Bone Movies", del álbum tributo, se registraron en la gira del Reino Unido de Blizzard of Ozz en Southampton, el mismo día que "Mr. Crowley Live EP".
Randy fue incluido en el Guitar Center Rock Walk el 18 de marzo de 2004. En un artículo de 2006 de la revista Guitar World, se mencionó que el apellido de Rhoads fue escrito erróneamente "Rhodes" en su placa, y en el momento en que fue descubierto, no hubo tiempo suficiente para corregir el error. Desde entonces se ha corregido.
Como homenaje a Rhoads, amplificadores Marshall lanzó la 1959RR en NAMM 2008. El amplificador es una edición limitada del modelo all-white Marshall Super Lead 100 watt. Los ingenieros de Marshall revisaron ampliamente el amplificador de Rhoads e hicieron el 1959RR con esas especificaciones exactas, hasta la modificación especial de alta ganancia solicitada específicamente por Randy durante su visita a la fábrica de Marshall en 1980.
Como otro homenaje a Randy, guitarras Jackson lanzó una réplica exacta de la guitarra original "shortwing" V de color blanco de Randy. La guitarra original fue manipulada, fotografiada y medida extensamente por los lutieres de Jackson para producir la réplica más exacta posible. La guitarra viene con una cinta gaffer negra que cubre el ala superior y la parte posterior de la guitarra, al igual que la de Randy. Sólo 60 guitarras fueron fabricadas, cada una con un precio simbólico de 12 619.56 $ que es la fecha de nacimiento de Rhoads.
En 2010, Gibson Guitars anunció un nuevo modelo de la 1974 Rhoads Les Paul Custom. En abril de 2011, el autor Joel McIver ha anunciado la publicación de la primera biografía de Rhoads, Crazy Train: The High Life And Tragic Death Of Randy Rhoads, con un prólogo escrito por Zakk Wylde y un epílogo aportado por Yngwie J. Malmsteen.
El 31 de mayo de 2011 marca el 30.º aniversario de Blizzard of Ozz y Diary Of A Madman. Ambos álbumes han sido remasterizados y restaurados a su estado original con el bajo de Bob Daisley y la batería Lee Kerslake intactos. Blizzard cuenta con 3 bonus tracks - "You, Lookin' at me, Lookin' at you", "Goodbye To Romance" (2010 Voz y guitarrista), y "RR" (Solo de guitarra de estudio de Randy Rhoads). "Diary" originalmente debía incluir versiones remezcladas de "You Can't Kill Rock & Roll", "Tonight" y "Diary Of A Madman", pero no han sido finalmente incluidas en la nueva edición. La versión "Legacy" de Diary Of A Madman incluye un segundo CD llamado "Ozzy Live" que incluye el inédito tour de Blizzard of Ozz en 1981 en Montreal, Canadá. Grabado en julio de 1981 y originalmente transmitido por el programa de radio "King Biscuit Flower Hour", el espectáculo en vivo cuenta con la misma formación que el disco tributo - Rudy Sarzo en el bajo, Tommy Aldridge en la batería y Lindsey Bridgewater en los teclados. También se incluyeron exclusivamente en la caja especial del álbum los vinilos de 180 gramos de los álbumes originales, un amplio libro de 100 páginas y el DVD Treinta años después de Blizzard, que incluye gran cantidad de material de archivo inédito Randy Rhoads. En 2005 fue lanzado un álbum tributo con clásicos de Randy y Ozzy Osbourne interpretados por grandes figuras musicales tales como Sebastian Bach en las voces o Dimebag Darrell, Chris Impellitteri, George Lynch y otros en las guitarras en las diferentes canciones. Todos los años se celebra un gran concierto en homenaje a Randy Rhoads organizado por la banda tributo Rhoads to Ozz, al cual asisten varias figuras tales como Michael Angelo Batio. Diferentes artistas le han rendido homenaje a través de los años tales como Paul Stanley y Zakk Wylde.

## Discografía

### Con Quiet Riot
- Quiet Riot - 1978
- Quiet Riot II - 1978

### Con Ozzy Osbourne
- Blizzard of Ozz - 1980
- Diary of a Madman - 1981
- Tribute - 1987 (en vivo en 1981)